# Канал (станция)
Станция Канал — железнодорожная станция в районе посёлка Фёдоровка (Самарская область) на территории городского округа Тольятти.

## Деятельность

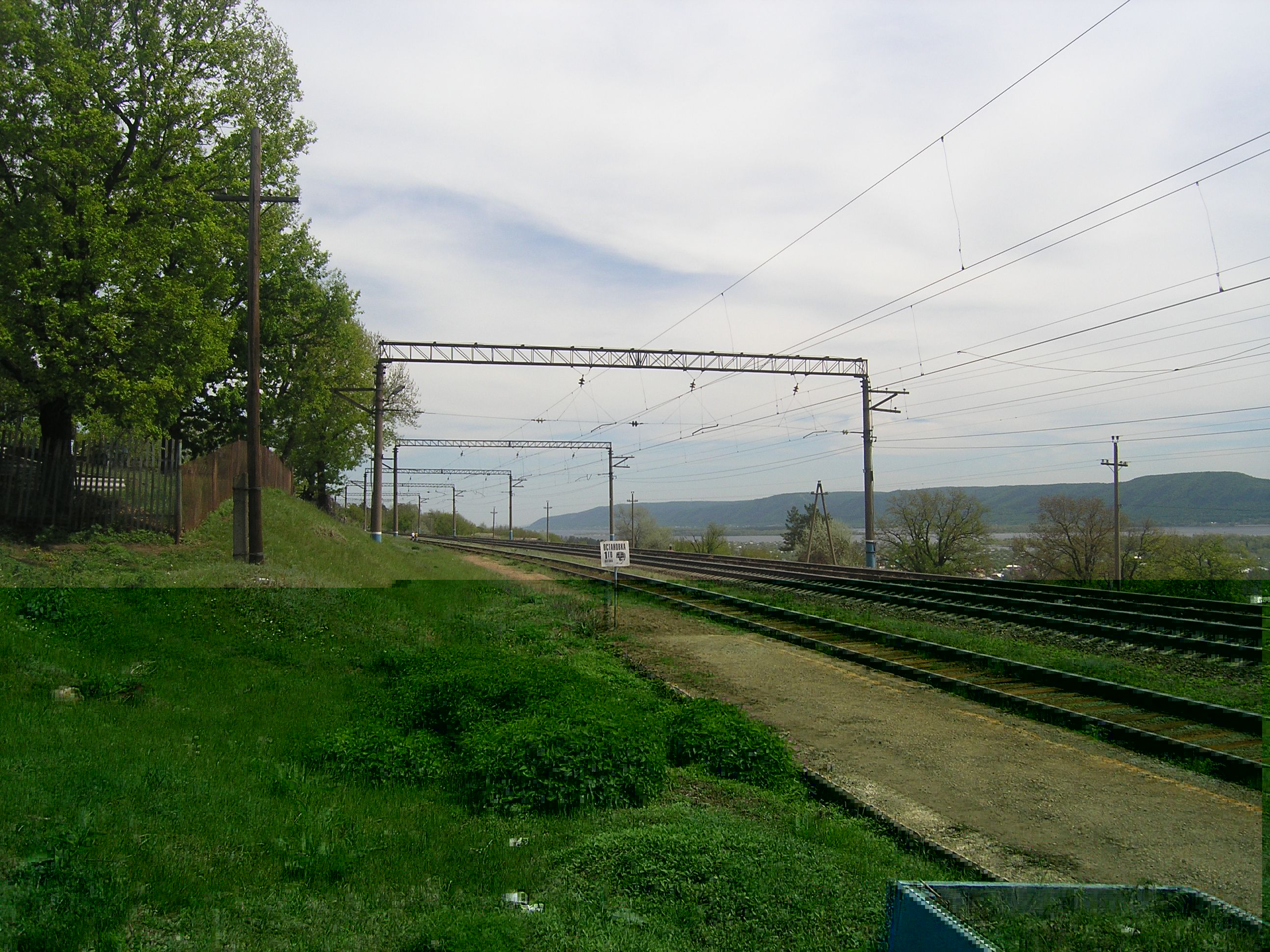
Перрон

Остановочный пункт пригородного направления: «Жигулёвское море — Самара».
Собственник остановочного пункта — Открытое акционерное общество «Российские железные дороги».
Остановочный пункт расположен на однопутном электрифицированном участке. На станции имеется здание вокзала с кассой.